# نارسیسو دوس سانتوس
نارسیسو دوس سانتوس (پرتغالی: Narciso dos Santos؛ زادهٔ ۲۳ دسامبر ۱۹۷۳) بازیکن سابق و مربی فوتبال اهل برزیل است.
از باشگاه‌هایی که در آن بازی کرده‌است می‌توان به باشگاه فوتبال سانتوس و باشگاه فوتبال فلامینگو اشاره کرد.
وی همچنین در تیم ملی فوتبال برزیل بازی کرده‌است.
وی در مسابقات کشوری و بین‌المللی در مجموع برندهٔ ۱ مدال برنز شده‌است.